# Unidentified Aerial Phenomena Task Force
Unidentified Aerial Phenomena Task Force (UAPTF) er et program i USAs Office of Naval Intelligence anvendt til at "standardisere indsamling og rapportering" af observationer af unexplained aerial phenomena (UAP - incl. UFO). Programmet blev uddybet ved en høring i juni 2020 ved United States Senate Select Committee on Intelligence.

## Historisk
December 2017 bekræftede United States Department of Defense eksistensen af et forsvarsprogram anvendt til at indsamle data på militære ufo-observationer, på trods af opløsningen af Advanced Aerospace Threat Identification Program (AATIP) i 2012. Ligesom forgængerprogrammet, forvaltes UAP Task Force af Under Secretary of Defense for Intelligence i samarbejde med Office of Naval Intelligence.
Efter senathøringen i juni 2020, har Senator Marco Rubio efterspurgt udgivelsen af videooptagelser af unexplained aerial phenomena (UAP - incl. UFO) indsamlet af United States Navy, inklusiv Pentagon ufo-videoerne.
Den 24. juni 2020 stemte Intelligence Committee på at kræve United States Intelligence Community og United States Department of Defense til offentligt af opspore og analysere data indsamlet på UAPs. En rapport fra UAP Task Force vil blive udgivet til Intelligence Committee 180 dage efter godkendelsen intelligence authorization act.
Bryan Bender skriver for Politico og har citeret Christopher Mellon - daværende rådgiver for virksomheden To the Stars, for at sige "It further legitimizes the issue," tilføjende "That in itself is extremely important. People can talk about it without fear of embarrassment." Mellon sagde også "We are talking dozens of incidents in restricted military airspace over years."
I juli 2020, udtalte Rubio at han var bekymret at et modstanderland havde opnået "some technological leap" som "allows them to conduct this sort of activity," men udtalte også at der kan være en konventionel forklaring som er "boring".
Den 12. april 2021, bekræftede Pentagon autenticiteten af billeder og videoer indsamlet af UAP Task Force, angiveligt viser "pyramid shaped objects" svævende over USS Russell i 2019, ud for Californiens kyst, med talskvinde Susan Gough som fortæller "I can confirm that the referenced photos and videos were taken by Navy personnel. UAPTF har inkluderet disse hændelser i deres igangværende undersøgelser."
Videnskabsskribenten Mick West argumenter for at pyramiderne var et fly og to stjerner, var en linseartefakt.
Den følgende måned, bekræftede Gough yderligere at en anden video var blevet optaget af flådepersonale og er under bedømmelse af UAP Task Force. Videoen blev optaget den 15. juli 2019 i Combat Information Center på USS Omaha, angivelligt visende et rundt objekt som flyver over havet via et infrarødt kamera om natten, bevægende sig over skærmen hvorefter den stopper op og glider ned i vandet.

## Program bekendtgørelse
Programmet blev officielt godkendt 4. august 2020 af Deputy Secretary of Defense David Norquist og bekendtgjort 4. august 2020. "The mission of the task force is to detect, analyze and catalog UAPs that could potentially pose a threat to U.S. national security."